# Municipio de Winslow (Illinois)
El municipio de Winslow (en inglés, Winslow Township) es un municipio del condado de Stephenson, Illinois, Estados Unidos. Tiene una población estimada, a mediados de 2022, de 555 habitantes.

## Geografía
Está ubicado en las coordenadas 42°28′57″N 89°50′18″O / 42.48250, -89.83833 (42.482486, -89.838274). Según la Oficina del Censo de los Estados Unidos, tiene una superficie de 74.4 km², correspondientes en su totalidad a tierra firme.

## Demografía
Según el censo de 2020, en ese momento había 574 personas residiendo en la zona. La densidad de población era de 8 hab./km². El 95.82 % de los habitantes eran blancos, el 0.52 % eran afroamericanos, el 0.17 % era asiático, el 0.70 % eran de otras razas y el 2.88 % eran de una mezcla de razas. Del total de la población, el 2.09 % eran hispanos o latinos de cualquier raza.